# Се Фучжи
Се Фучжи́ (кит. упр. 谢富治, пиньинь Xiè Fùzhì, 1909—1972) — китайский политический и государственный деятель, министр общественной безопасности КНР в 1959—1972, председатель Пекинского ревкома (мэр Пекина) в 1967—1972, генерал-полковник НОАК.

## Биография
Родился в провинции Хубэй, вступил в КПК в 1931 году, в возрасте 22 лет. До 1949 года Се Фучжи служил политическим комиссаром одного из подразделений 2-й полевой армии, политическим комиссаром которой был Дэн Сяопин.
После создания КНР в 1949 году Се Фучжи был назначен заместителем министра общественной безопасности, фактически — вторым лицом в министерстве, одновременно был назначен первым секретарем комитета КПК провинции Юньнань, и находился на этих должностях до 1959 года, когда по решению Мао он был назначен министром общественной безопасности.
В 1955 году Се Фучжи было присвоено звание генерал-полковника НОАК. В 1956 году на VIII съезде КПК избран членом ЦК КПК, а также членом Центрального военного совета КНР.
В период культурной революции проявил себя активным сторонником линии Мао. В мае 1966 года по распоряжению Мао Цзэдуна в Пекине была создана рабочая группа во главе с Е Цзяньином, Яном Чэнъу и Се Фучжи. В задачи этой группы входило выселение из столицы в широких масштабах жителей с «чуждым происхождением». Се Фучжи в качестве министра требовал от милиционеров, чтобы они не только не препятствовали хунвейбинам, а должны были стать для них «советниками» и предоставлять им информацию о лицах, подлежащих выселению, чем, по сути дела, дал хунвейбинам карт-бланш на бесчинства по отношению к беззащитным людям.
За активную поддержку линии Мао Се Фучжи получил повышение в партийной иерархии КПК, он был избран кандидатом в члены политбюро ЦК КПК, членом Секретариата ЦК КПК и членом реорганизованного Пекинского горкома партии в 1966 году, а также вошёл в состав Группы по делам культурной революции при ЦК КПК — ближайшего окружения Мао, фактически определявшего политику КПК.
В 1967 году в Пекине вся власть была передана новому революционному комитету, председателем которого стал Се Фучжи, эту должность он совмещал с должностью политического комиссара Пекинского военного округа и сохранял за собой должность министра общественной безопасности.
На IX съезде КПК в 1969 году Се Фучжи избран членом политбюро ЦК КПК, а в 1971 году — первым секретарём вновь избранного Пекинского горкома КПК.
В июле 1967 года произошёл так называемый Уханьский инцидент: командующий Уханьского военного округа генерал Чэнь Цзайдао, посланный на усмирение «контрреволюционных группировок» в город Ухань, расправился там как с партийными активистами, так и с вышедшими из-под контроля хунвэйбинами, арестовав при этом Се Фучжи и Ван Ли. Только после того как в Ухань были направлены три пехотные дивизий и другие воинские подразделения, Чэнь Цзайдао сдался без боя.
После возвращения из Уханя в Пекин, Се Фучжи организовал поставки оружия привилегированным отрядам хунвейбинов, в том числе поставку 500 винтовок отряду хунвейбинов Пекинского педагогического университета.
Се Фучжи скоропостижно скончался в Пекине в 1972 году.
После осуждения банды четырёх в 1976 году в официальных документах КПК Се Фучжи, наряду с Кан Шэном, признан ответственным за нарушения законности во время культурной революции и виновным в «антипартийной деятельности». Он был посмертно исключен из КПК в 1980 году, а его останки были удалены с Бабаошаньского кладбища революционеров.